# Patrick Murphy (nuotatore)
Patrick Murphy (Albury, 22 febbraio 1984) è un ex nuotatore australiano.

## Palmarès
- Olimpiadi

Pechino 2008: bronzo nella 4x100m sl e nella 4x200m sl.
- Mondiali

Montreal 2005: bronzo nella 4x100m sl e nella 4x200m sl.
Melbourne 2007: argento nella 4x200m sl.
Roma 2009: bronzo nella 4x200m sl.